# ざんげ節に浮かれ騒ぐ人々
『ざんげ節に浮かれ騒ぐ人々』（ざんげせつにうかれさわぐひとびと、英: Shrovetide Revellers）は、17世紀オランダ黄金時代のハールレムの巨匠フランス・ハルスが1616–17年頃にキャンバス上に油彩で描いた絵画である。作品は、キリスト教の絶食期間である四旬節前のざんげ節 (Shrovetide、オランダ語で「謝肉祭」の意) 、すなわち、年に一度の飲食と愉楽の宴に興じる人々を表している。色彩、筆触、込み入った構図などで同時期のフランドルの画家ヤーコブ・ヨルダーンスの作品を思い起こさせる、ハルスの最初期の作品の1つである。1913年、ベンジャミン・アルトマンにより寄贈され、1913年以来、ニューヨークのメトロポリタン美術館に所蔵されている。

## 作品

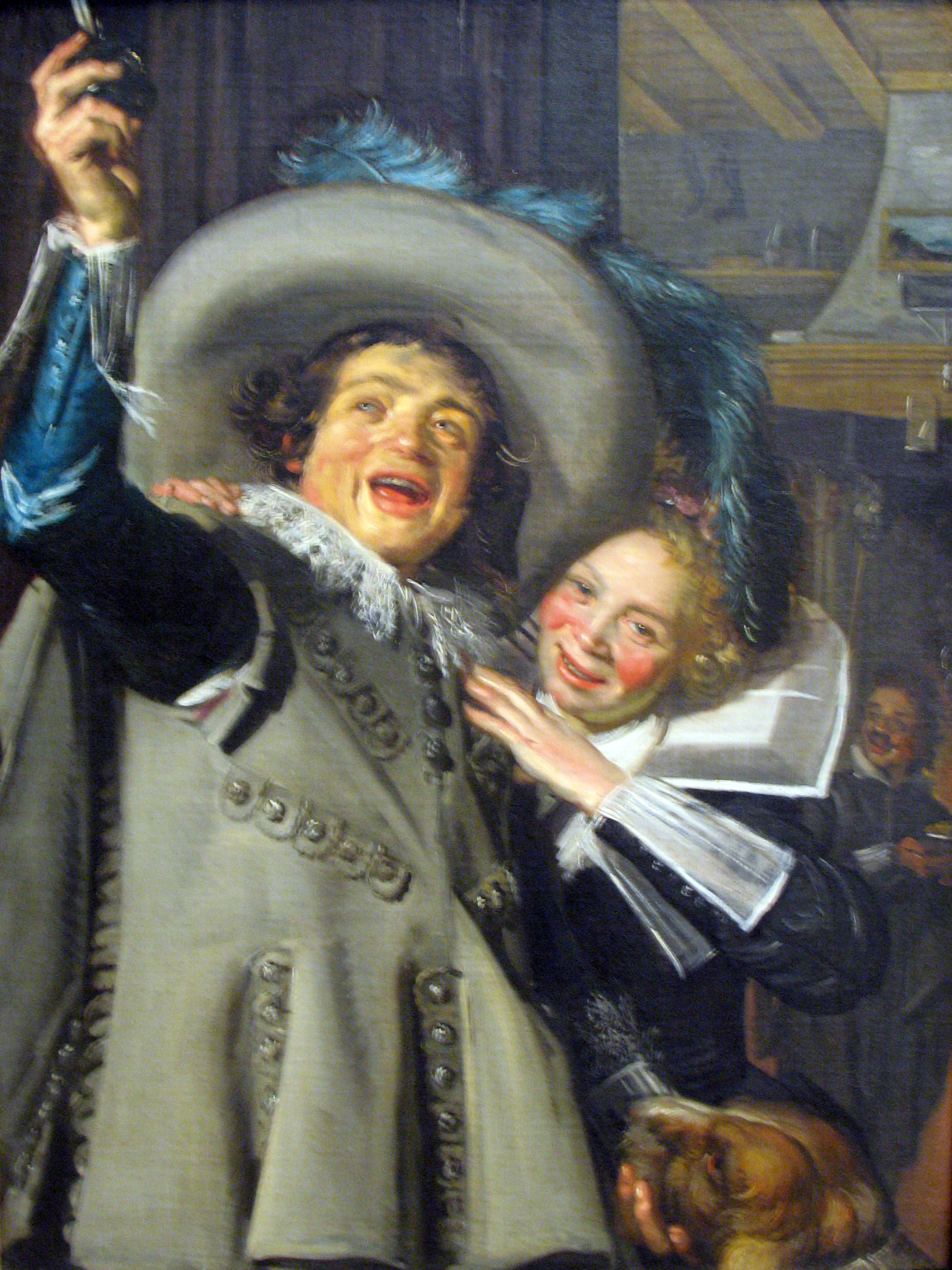
フランス・ハルス『ヨンケル・ランプと恋人』 (1623年)、メトロポリタン美術館

作品は、優雅に着飾った笑顔の女性 (実は女装した男性) が何か言わんとして右指を挙げているところを表している。そして、男性が彼女の耳に囁こうとして、その肩を掴んでいる。彼は、ニシン、卵、ムール貝、そして、大食の象徴である豚足、愚かさの象徴であるキツネの尾をつないだ紐を首から下げている。 ソーセージを帽子から垂れ下げ、浮かれたもう1人の男性がその男性の肩に寄りかかり、彼と女性の冗談を聞いている。女性に言い寄っている彼らは、バロック期の芝居役者であるペーケルハーリングとハンス・ウルストであると主張する研究者もいる。彼らの背後で人々が話し、笑っている。画面に描かれているスプーンは貪欲を意味し、ソーセージとバグパイプは性的な暗示がある。前景の大瓶には、画家フランス・ハルスの「fh」のイニシャルがある。 
女性は、ハルスの他のモデルたちよりもずっと明るい色の服を着ており、ハルスの『ヨンケル・ランプと恋人』(メトロポリタン美術館) に描かれている女性に非常に類似している。本作と『ヨンケル・ランプと恋人』は今日、ともに風俗画であると考えられており、モデルの人物はハルスの子供や弟子などハルスの周囲の人物のうちの誰かであったのかもしれない。1989 年の国際的なフランス・ハルス展の図録で、研究者のシーモア・スライヴは、ハルスの人生への愛を示すために本作のカラー図版を含めた。作品自体は決して貸し出されることはできないため、展覧会には展示されなかった。スライヴが展覧会図録を執筆していた年、研究者クラウス・グリムは、本作をフランス・ハルスに帰属することを拒否した。とはいえ、グリムは、この作品を失われた作品の複製と呼び、おそらくハルスの絵画にもとづくものとしては認めた。

本作におけるハルスの人物の配置は、他に知られている2点の絵画に関連している。

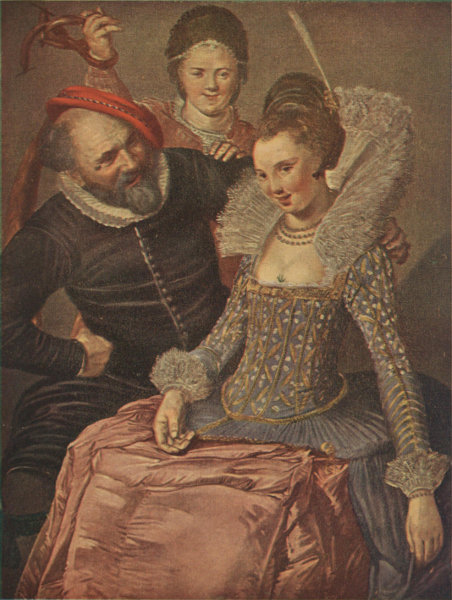
ハルスの『愉快なトリオ』 (第二次世界大戦中に失われた)
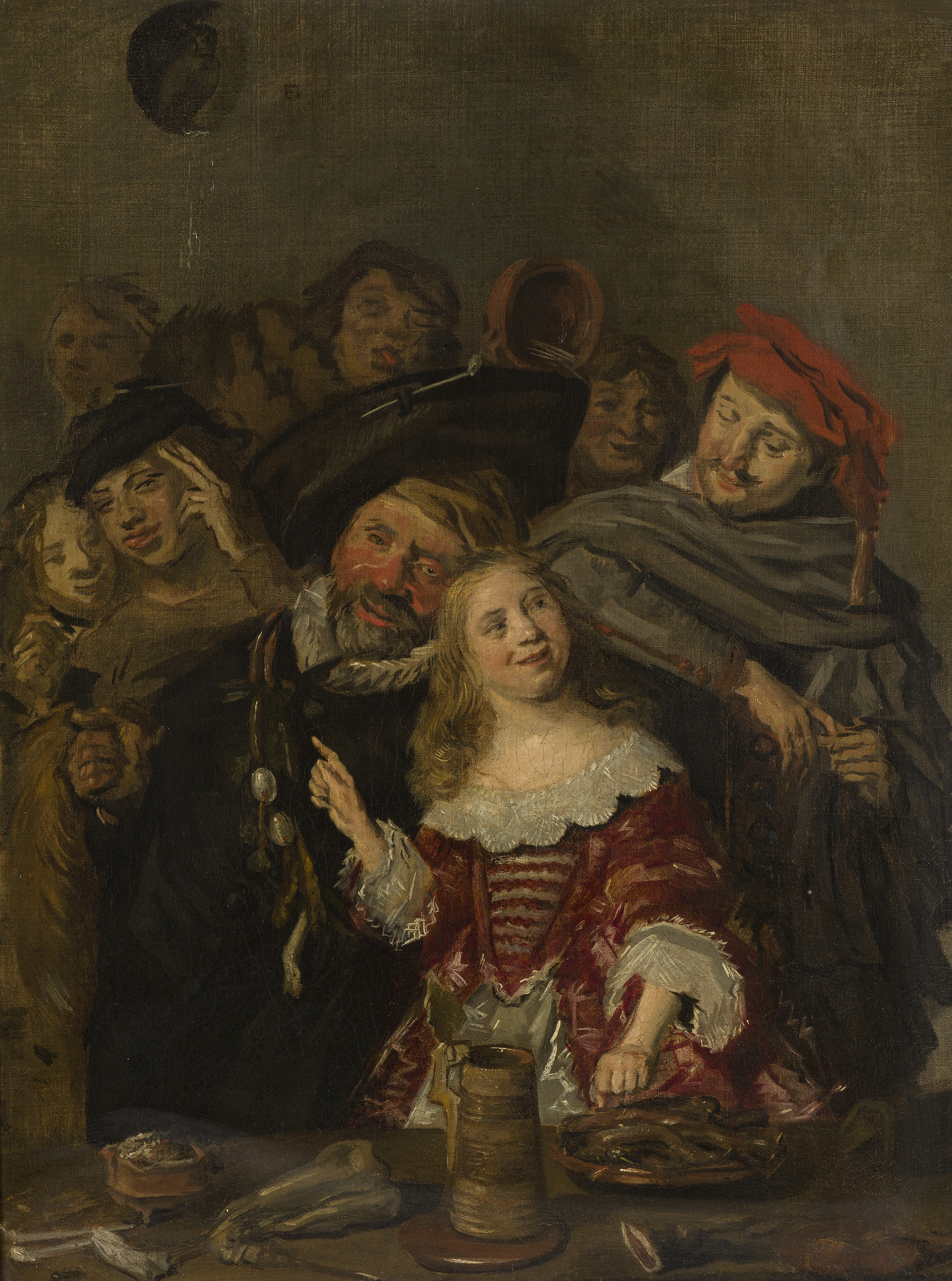
本作と同時代の複製。 月の下の屋外の情景。

## 来歴
絵画は、最初、1883年にヴィルヘルム・フォン・ボーデにより記録された。その後、1909年のエルンスト・ヴィルヘルム・モース、1910年のホフステーデ・デ・フロート、1923年のW.R.ヴァレンタイナー、1946年のヘリット・ダーフィット・グラタマなどの大部分のハルスの目録に含まれた。 メトロポリタン美術館は、パンケーキ・デイ (Vasten-Avond) の風俗画に言及している1765年のアムステルダムの競売エントリー作品を本作として挙げ、シーモア・スライヴは、本作と関連させて、マティス・ファン・デル・ベルフによる同時代の素描について言及している。  
本作は、1913年にベンジャミン・アルトマンの死去に際し、ニューヨークのメトロポリタン美術館に遺贈された。アルトマンは、1907年に89,102ドルでコクレ (Monsieur Cocret) という人物から購入した。1951年の洗浄により、塗りつぶされていた背景から6人の頭部が現れた。